# سیلیه یورگنسن
سیلیه یورگنسن (نروژی: Silje Jørgensen؛ زادهٔ ۵ مهٔ ۱۹۷۷) بازیکن فوتبال اهل نروژ بود.
وی به‌همراه تیم ملی فوتبال زنان نروژ در بازی‌های المپیک تابستانی ۲۰۰۰ به مقام قهرمانی دست پیدا کرده‌است.